# Suore francescane missionarie di Assisi
Le Suore Francescane Missionarie di Assisi, dette del Giglio, sono un istituto religioso femminile di diritto pontificio: le suore di questa congregazione pospongono al loro nome la sigla S.F.M.A.

## Storia
Il conservatorio del Giglio fu fondato nel 1702 ad Assisi dal frate minore conventuale Giuseppe Antonio Marcheselli e da Angela Maria Del Giglio; al conservatorio, che riuniva una comunità di terziarie regolari francescane viventi secondo la regola approvata da papa Leone X nel 1521, erano annessi una cappella e un educandato femminile.
La comunità dipendeva dalla giurisdizione del ministro generale dei francescani conventuali e il 22 novembre 1822 papa Pio VII concesse al conservatorio il titolo di monastero.
Le religiose limitarono lungamente il loro apostolato alla città di Assisi: solo nel 1902 si aprirono all'attività missionaria in Tracia e poi in Romania.
Nel corso dei primi due decenni del XX secolo le suore adattarono il loro ordinamento al loro nuovo impegno apostolico e il 30 luglio 1934 le loro costituzioni ottennero l'approvazione definitiva della Santa Sede.

## Attività e diffusione
Le suore si dedicano ad attività educative, assistenziali e missionarie; operano in scuole, asili, educandati, orfanotrofi, ospedali, ambulatori, dispensari e lebbrosari.
Sono presenti in Europa (Croazia, Italia, Moldavia, Romania, Russia), nelle Americhe (Argentina, Brasile, Messico, Stati Uniti d'America), in Africa (Kenya, Malawi, Zambia) e in Asia (Cina, Filippine, Corea del Sud, Giappone, Indonesia, Vietnam); la sede generalizia è ad Assisi.
Alla fine del 2008 la congregazione contava 565 religiose in 84 case.